# Tinta Cão
La Tinta Cão è un vitigno da vino a bacca nera portoghese che è stata coltivata principalmente nella regione del Douro dal XVI secolo. La vite produce rese molto basse che l'hanno portata all'estinzione nonostante l'alta qualità del vino che può produrre. I miglioramenti nella formazione del cordone bilaterale e gli esperimenti presso l'Università della California, Davis hanno contribuito a sostenere la varietà. La vite favorisce i climi più freddi e può aggiungere finezza e complessità a una miscela di vini.